# 村松英子
村松 英子（むらまつ えいこ、1938年（昭和13年）3月31日 - ）は、日本の女優・詩人。身長162cm、体重50kg。
東京都出身。本名は南日英子。父は精神医学者の村松常雄、母方の祖父は田部隆次。実兄は文芸評論家の村松剛。兄の友人三島由紀夫の弟子で演劇活動を引き継いでいる。再従兄弟に当たる夫の南日恒夫（日本テレビ勤務の技師）は南日恒太郎（英語教育者）の孫。娘に女優の村松えり。

## 来歴・人物
東京市淀橋区西大久保（現・東京都新宿区大久保）で誕生。学者一家の家庭に生れ、父・村松常雄の書斎で『マザーグース』『ペロー童話集』などを読み聞かされて育つ。芝居好きの祖母は英子を歌舞伎に連れていくこともあった。
日本女子大学附属豊明小学校の10歳の頃、兄・村松剛の影響で詩に親しみ、毎年夏に避暑に行く信濃追分で兄から『立原道造詩集』を買ってもらったのをきっかけに、自身も詩を書いたりするようになる。
日本女子大学附属中学校・高等学校、日本女子大学英文科を卒業後に、慶應義塾大学大学院英文学科修了。大学院ではエリオットを研究した。
日本女子大学在学中に文学座に入団し、その後、座員に昇格。1956年（昭和31年）に初舞台『女の一生』に出演した。1961年（昭和36年）に再従兄弟の南日恒夫と結婚。同年11月に楽屋当番をしている時、杉村春子に『十日の菊』公演初日の花束を持って来た三島由紀夫と初対面した。
1963年（昭和38年）の「喜びの琴事件」で、三島、中村伸郎らと共に文学座を脱退し、劇団雲を経てグループNLTに所属。英子の資質を認めていた三島に指導を受け、『班女』など三島戯曲の舞台に多数出演した。1968年（昭和43年）には再び三島らと共にNLTを脱退し、劇団浪曼劇場の旗揚げに参加した。
1966年（昭和41年）、第一回紀伊國屋演劇賞個人賞を受賞した。1971年（昭和46年）1月24日の三島の葬儀に際しては、（本人は初め辞退したが遺族の強い希望で）演劇界代表で弔辞を読んだが嗚咽を抑えきれなかった。英子は三島没後にカトリックの洗礼をうけ信者となった。
夫（日本テレビ社員だったがすでに物故している）との間に高齢で出来た2人の子の育児や主婦業などでしばらく演劇活動は休止していたが、1995年（平成7年）から再開。演劇ユニット「サロン劇場」を主宰し演出家でもあり、『近代能楽集』、『鹿鳴館』、『薔薇と海賊』など多くの三島戯曲を公演している。娘・村松えりも女優として「サロン劇場」公演に多数出演しており、えり自身も2017年に「サロン劇場 B- side」を立ち上げて英子も出演している。
学生時代より詩作をしており、詩集をはじめ、育児や人生論に関する書籍を数冊出版している。
1983年（昭和58年）より長年、鳥取女子短期大学、北海学園大学、慶應義塾大学での客員講師（鳥取女子短期大学では、1993年に英文科教授に昇格）を歴任し、1993年（平成5年）開館の倉敷市劇場「芸文館」の初代館長を務めた。また、日本会議代表委員、美しい日本の憲法をつくる国民の会代表発起人を務めた。

## 主な出演
出典は

### 舞台
- 女の一生（1956年） - 布引けいの娘役
- 守銭奴（1957年） - エリーズ役
- 班女（1965年、1996年） - 花子役
- サド侯爵夫人（1965年） - アンヌ役
- リュイ・ブラス（1966年） - 王妃役
- 鹿鳴館（1967年） - 朝子役
- 朱雀家の滅亡（1967年） - 璃津子役
- 癩王のテラス（1969年） - 第二王妃役
- 薔薇と海賊（1970年） - 楓阿里子役
- 館の殺人
- ベル・ブック・アンド・キャンドル
- 気紛れ
- 海を越えて エミーとジョン
- 葵上（1996年）
- 卒塔婆小町（1997年）
- 弱法師（1997年）
- 熊野（1998年）

### 映画
- アラブの嵐（1961年、日活）
- 怪談（1964年、東宝） - 建礼門院役
- ここから始まる（1965年、東宝）
- 日本暗黒街（1966年、東映）
- 陸軍中野学校 雲一号指令（1966年、大映）
- 他人の顔（1966年、東宝）
- 花の宴（1967年、松竹）
- 育ちざかり（1967年、東宝）
- 爽春（1968年、松竹）
- 年ごろ（1968年、東宝）
- 娘ざかり（1969年、東宝）
- 砂の器（1974年、松竹大船・橋本プロ ） - 銀座クラブのママ役、ノンクレジット
- 本陣殺人事件（1975年、ATG）
- 悪魔が来りて笛を吹く（1979年、東映）
- 隠密同心 大江戸捜査網（1979年、東宝） - 敬秀尼役

### テレビドラマ
- 一族再会（1960年）
- NHK連続テレビ小説 あかつき（1963年、NHK） - 佐田千津役
- 波の塔（1964年、NET） - 結城頼子
- 徳川家康（1964年 - 1965年、NET） - 於大の方
- ぼんたん家族（1965年、NET）
- 青い山脈（1966年、NTV）
- 近鉄金曜劇場「愛とこころのシリーズ　女が帰るとき」（1967年2月10日、ABC）
- 平四郎危機一発 第1話（1967年、TBS）
- 若き日の高杉晋作（1967年11月30日）
- 泣いてたまるか 第33話（1967年、ABC）
- 白い巨塔（1967年、NET）
- 明治天皇（1967年、NTV）
- 風 第14話「孤剣春を行く」（1968年、TBS）
- 三匹の侍 第5シリーズ 第20話「白い幻花」（1968年、CX） - 深雪
- 女ゆえに（1968年、NTV）
- NHK劇場「去年の秋」（1968年3月14日、NHK）
- 大奥 第21話「呪われた肌」（1968年、KTV） -　桂
- 日本剣客伝（NET）
  - 第2話「小野次郎左衛門」（1968年5月）
  - 第10話「千葉周作」（1968年12月）
- ローンウルフ 一匹狼 第37話「運命の拳銃」（1968年、NTV）
- 東京バイパス指令 第5話「恐喝（かつあげ）」（1968年、NTV・東宝）
- 上方武士道（1969年、NTV） - 冬子内親王
- ザ・ガードマン（TBS / 大映テレビ室）
  - 第198話「怪談・車に乗った幽霊」（1969年）
- 怪奇ロマン劇場 第3話「ゆきおんな」（1969年7月19日、NET） - 雪女
- 特命捜査室 第11話「一匹狼（ローンウルフ）」（1969年、CX）
- 夫よ男よ強くなれ　第4話「さぁ離婚しましょう」（1969年10月23日、NET・東宝）
- ゴールドアイ 第12話「密売大組織」（1970年5月1日、NTV） - 佐野ケイ子
- 遠山の金さん捕物帳 第2話「吹矢場にいた女」（1970年7月19日）- お甲
- 日本怪談劇場 第13話「怪談・雪女」（1970年9月26日、12ch） - 雪女
- 大坂城の女（1970年、KTV）
- 銭形平次 第213話「流人島異聞」（1970年、CX） - お杉
- 男は度胸（1970年、NHK）
- 徳川おんな絵巻（1970年、KTV） - ナレーション
- 柳生十兵衛 第16話「三九郎故郷へ帰る」（1970年） - 美津
- ぼてじゃこ物語（1971年、ＮTV/よみうりテレビ制作）
- 人形佐七捕物帳 第1話「江戸一番のいい男」（1971年、NET・東宝） - お俊
- 大奥恋物語（1971年、CX） - お登勢
- NHK大河ドラマ「新・平家物語」（1972年、NHK）
- 一心太助 第24話「あべこべ物語」（1972年、CX / 国際放映） - 小りん
- 荒野の素浪人 第12話「慕情 赤い谷の女」（1972年、NET） - 雪乃
- 木枯し紋次郎 第18話「流れ舟は帰らず」（1972年、CX） - おみつ
- 非情のライセンス（1973年、NET） - 河村志津
- 氾濫（1974年、NET）
- 高校教師（1974年、東京12ch・東宝） - 小松原貴子教諭
- しろがね心中（1975年、TBS）
- Gメン'75 第7話「女子学生誘拐殺人事件」（1975年、TBS・東映）
- 伝七捕物帳 （NTV）
  - 第81話「罠を斬った包丁」（1975年）- お和
  - 第109話「舞い降りた鶴」（1976年）- お千代
- 十手無用 九丁堀事件帖 第13話「死神を追え」（1975年、NTV・東映） - おふさ
- 女の十字路（1977年）
- 花のながれ（1977年、TBS）
- Yの悲劇（1978年）
- 薔薇海峡 （1978年、TBS）
- 探偵物語 第5話「夜汽車で来たあいつ」（1979年、NTV）
- 江戸の牙 第8話「対決! 黒い稲妻」（1979年、ANB）
- そば屋梅吉捕物帳 第14話「黒い十手に悪の華」（1979年、12ch） - 千代
- 鬼平犯科帳 第1シリーズ 第21話「引き込み女」（1980年、テレビ朝日 / 東宝） - お元
- 西遊記II 第14話「鬼女妖怪 狙われた新婚夫婦」（1980年、NTV） - 千手観音
- 柳生あばれ旅 第18話「涙に散った乱れ雲」（1981年）
- 土曜ワイド劇場「先妻の亡霊と闘う新妻」（1981年、ANB）
- 時代劇スペシャル 「日本犯科帳 隠密奉行・久留米編」（1982年、CX）
- 天守物語
- ニュードキュメンタリードラマ昭和 松本清張事件にせまる 第13・14回（1984年、ANB） - ナレーション

## 著書
出典は

### 詩集
- 『ひとつの魔法』 ユリイカ、1960年
- 『一角獣』 サンリオ出版（現代女性詩人叢書）、1973年

### 随筆など
- 『天使とのたたかい 詩人女優の母としての記』 主婦の友社、1979年
- 『愛はわが家から 村松英子の子育て奮戦記』 講談社、1983年
- 『私のたったひとつの望いに 女・詩・演劇』 文化出版局、1985年
- 『貴女への贈りもの 人生で一番大切なこと』 中央書院、1999年
- 『こころの花 あなたと共に』 講談社、2003年
- 『三島由紀夫追想のうた　女優として育てられて』 阪急コミュニケーションズ、2007年
- 『歴史に恋して』万葉舎、2018年

### 訳書
- 『世界の愛の詩集』 ルック社、1966年
- 『わが子を抱きしめ、さとす「一分間のしつけ」』（ジェラルド・E・ネルソン著）三笠書房、1985年